# ايمانويل ماثياس
ايمانويل ماثياس (بالإنجليزية: Emmanuel Mathias)‏ (3 أبريل 1986 في نيجيريا - ) هو لاعب كرة قدم نيجيري في مركز الدفاع. شارك مع منتخب توغو لكرة القدم. أما مع النوادي، فقد لعب مع الترجي الرياضي التونسي والقوافل الرياضية بقفصة وماميلودي صن داونز ونادي زيسكو يونايتد ونادي هارتلاند وهبوعيل بتاح تكفا ‏ وبي سي سي ليونس ‏ وايتوال.

## وصلات خارجية
- ايمانويل ماثياس على موقع قاعدة بيانات كرة القدم.إي يو (الإنجليزية)
- ايمانويل ماثياس على موقع ناشيونال فوتبول تيمز (الإنجليزية)
- ايمانويل ماثياس على موقع Soccerway.com (الإنجليزية)